# 螭
螭，又稱螭首、地蝼，是一種無角之龍，传说中的龙生九子之一，《说文》中將螭描为土黄色。

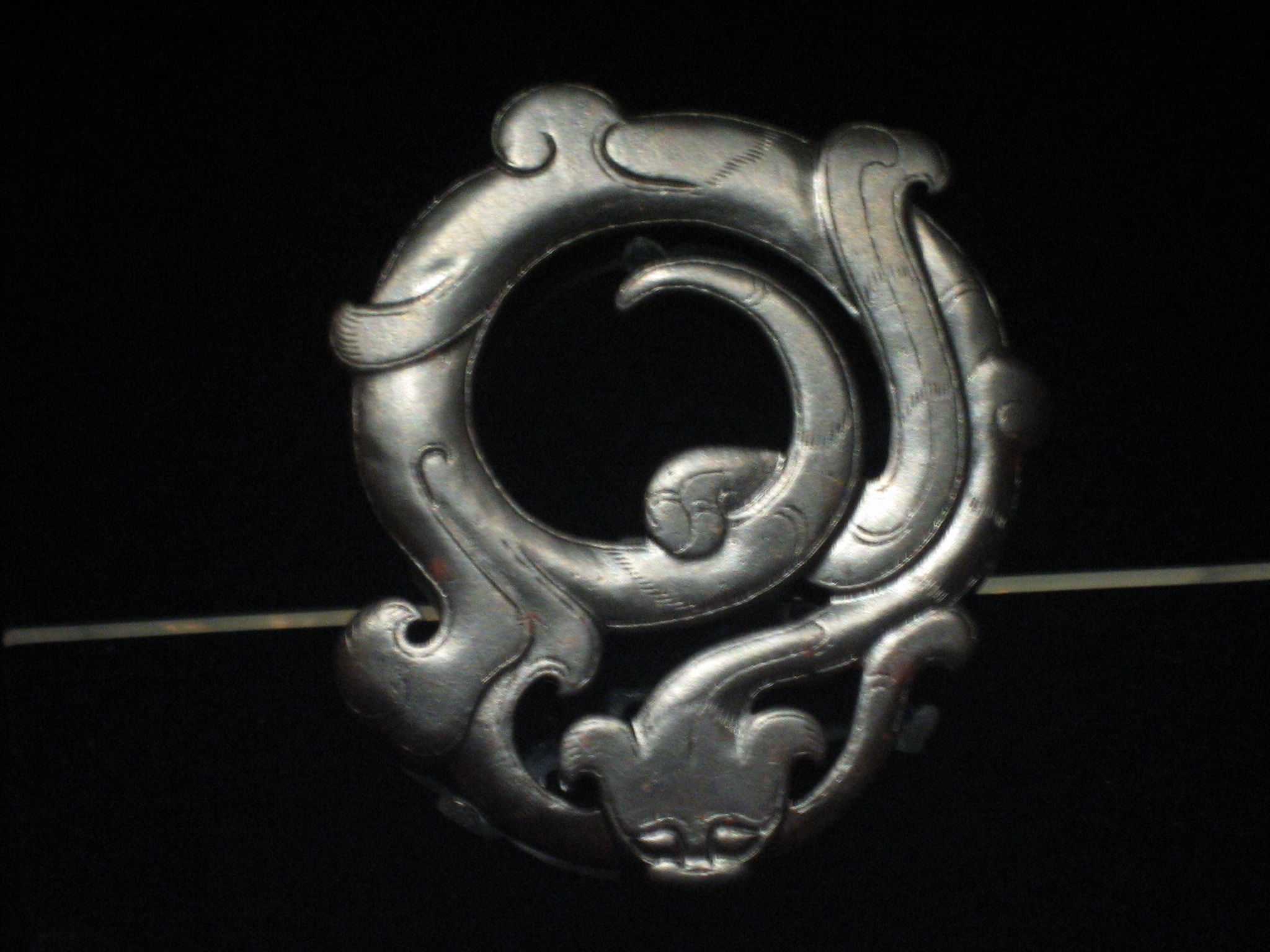
东汉时期的蟠螭玉环

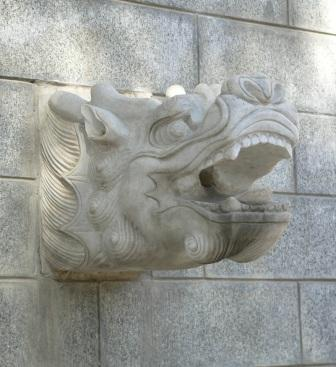
螭首

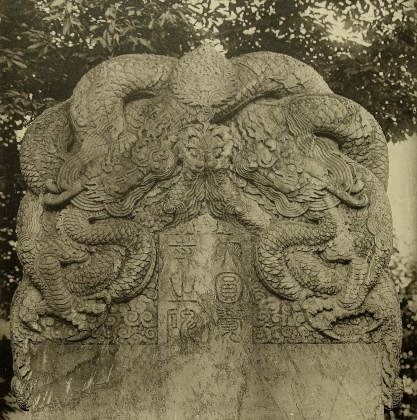
石碑碑首的螭首

螭的特點是嘴大肚長，身體內能容纳非常巨量的水，所以多作为中式建筑中的排水口装饰，称为“螭首散水”。在明朝之前，在玉珮、石碑、匾額週邊、供香台的罩布、燭台的彫刻中也會描繪螭，和負屭、蚩吻有功能重複之處，但是在明朝之後專門用於排水口。

## 类似
滴水嘴兽